# Pulpo al olivo
El pulpo al olivo es un plato de la gastronomía peruana, y representativo de la cocina nikkei, elaborado a base de finas lonchas de pulpo cocido con una crema de aceituna negra.
El plato es creación de la cocinera Rosita Yimura, quien en la década de 1980 lo elaboró intentando recrear una mayonesa a base de pulpo de un chef amigo suyo.